# Конгсхёуг, Эрлинг
Эрлинг Асбьёрн Конгсхёуг (норв. Erling Asbjørn Kongshaug, 22 марта 1915 — 14 сентября 1993) — норвежский стрелок, олимпийский чемпион и чемпион мира.
Родился в 1915 году в Осло. В 1947 году завоевал золотую и бронзовую медали чемпионата мира, в 1949 — серебряную и бронзовую медали чемпионата мира. В 1952 году стал чемпионом Олимпийских игр в Хельсинки в стрельбе из малокалиберной винтовки с трёх позиций на дистанции 50 м, в стрельбе из малокалиберной винтовки лёжа на дистанции 50 м стал 14-м, а в стрельбе из произвольной винтовки с трёх позиций на дистанции 300 м — 11-м; в том же году он завоевал две золотых, серебряную и бронзовую медали чемпионата мира. В 1954 году стал обладателем двух серебряных и двух бронзовых медалей чемпионата мира. В 1956 году на Олимпийских играх в Мельбурне медалей не заработал, став 7-м в стрельбе из малокалиберной винтовки лёжа на дистанции 50 м, и 15-м в стрельбе из малокалиберной винтовки с трёх позиций на дистанции 50 м. В 1960 году принял участие в Олимпийских играх в Риме, но там в стрельбе из малокалиберной винтовки лёжа на дистанции 50 м стал 22-м, а в стрельбе из малокалиберной винтовки с трёх позиций на дистанции 50 м — 38-м.